# Anomocrambus homerus
Anomocrambus homerus är en fjärilsart som beskrevs av Stanislas Bleszynski 1961. Anomocrambus homerus ingår i släktet Anomocrambus och familjen Crambidae. Inga underarter finns listade i Catalogue of Life.